# Romanisation ISO
Les normes de romanisation ISO sont un ensemble de standards de romanisation (translittération d’autres systèmes d’écriture avec l’alphabet latin) et de conventions d’orthographe avec l’alphabet latin adopté par l’Organisation internationale de normalisation.

## Romanisations
- ISO 9 — écriture cyrillique
- ISO 233 — écriture arabe
  - ISO 233-2:1993
- ISO 259 — écriture hébraïque
  - ISO 259-2:1994
  - ISO 259-3:1996
- ISO 843 — écriture grecque
- ISO 3602 — écriture japonaise
- ISO 7098 — écriture chinoise
- ISO 9984 — écriture géorgienne
- ISO 9985 — écriture arménienne
- ISO 11940 — écriture thaïe
- ISO 11941 — écriture coréenne (romanisation différente selon la Corée)
- ISO 15919 — écriture indienne